# 山中の戦い
山中の戦い（やまなかのたたかい）とは、天文4年8月22日に武田信虎方と、北条氏綱により行われた合戦である。

## 合戦地
「山中」は甲斐東部の都留郡に所在し、郡内の国衆・小山田氏の所領。富士山東麓の山間地で、駿河国今川氏・相模国後北条氏の領国と接する。

## 合戦までの経緯

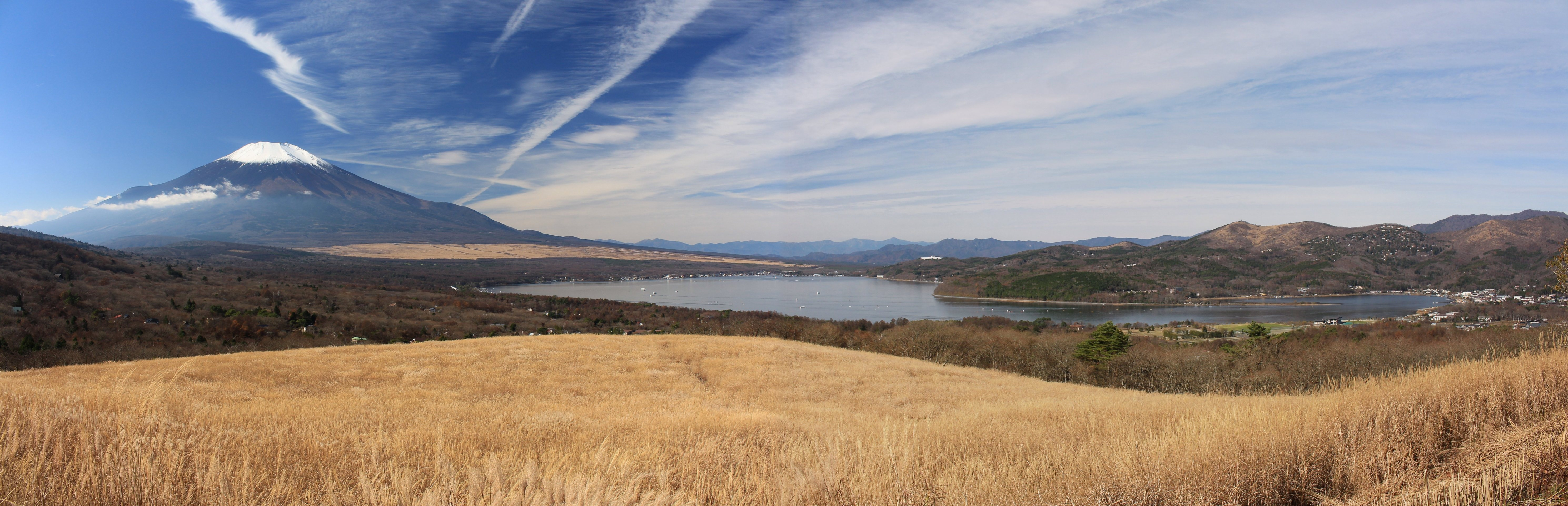
山中湖（左に富士山）

戦国期の甲斐国では甲斐守護武田氏の内訌に甲斐国内の有力国衆、隣国の駿河今川氏、相模後北条氏をはじめとする東国情勢が複雑に関係し、乱国状態となっていた。合戦の舞台となった山中の地は郡内領主小山田氏の所領で、小山田氏は国中において武田氏と敵対しつつ、領国を接する後北条氏とも敵対し、甲相国境付近では抗争が発生していた。小山田氏は当主越中守信有期の永正7年（1510年）には武田氏と和睦し、武田氏への従属を強める。合戦に参加した勝沼氏は武田一族で、盆地東部で国中と郡内地方の境界に位置する勝沼（甲州市勝沼町）に配置され、勝沼氏館を本拠に小山田氏に対する監視・軍事的支援を担っていたという。
国中では武田信虎（初名は信直）による統一が進んでいたが、有力国衆と結んだ駿河今川氏との抗争が続き、大永元年（1521年）には今川勢による本拠・甲府への侵攻を招いていたがこれを撃退し、以来は国境付近において抗争が続いていた。
一方、武田氏は今川氏と同盟する後北条氏とも抗争を繰り広げ、同年2月11日に信虎は都留郡猿橋（大月市猿橋町猿橋）にて北条方と交戦している（『勝山記』）。同年11月23日に武田・後北条両氏は一時的に和睦するが、翌大永5年（1525年）には再び抗争し、信虎は相模津久井城を攻めている。
大永6年（1526年）7月30日に信虎は富士北麓の梨の木平において後北条氏を撃退している（『勝山記』）。駿河では同年6月23日に当主・氏親が死去し、氏輝が当主となると今川氏は武田氏と和睦する（『勝山記』）。その後も甲斐国内では信虎と有力国衆の抗争が続き、郡内においては小山田氏と後北条氏の抗争が続いた。
天文2年（1533年）、信虎は関東において後北条氏と敵対する扇谷上杉氏の当主・上杉朝興の娘を嫡男晴信（信玄）の正室として迎え、扇谷上杉氏と同盟を結ぶ。朝興の娘は懐妊するが、翌天文3年11月に死去している。
翌天文4年（1535年）6月5日には武田・今川間の和睦が崩れ、信虎は駿河へ出陣し、8月19日には河内領万沢（山梨県南巨摩郡南部町）において氏輝と交戦する。以降信虎と氏輝は甲斐、駿河国境で一進一退の攻防となる。また今川と対峙していたため武田の本隊は釘づけとなっていた。
この頃、後北条氏は今川を助けるため都留郡へ侵攻し、8月22日に都留郡山中において合戦が起こる。

## 山中の戦い
『勝山記』によれば、今川氏に呼応する形で北条氏綱・氏康親子は2万4千の大軍で御殿場（静岡県御殿場市）から侵攻し、山中（山梨県南都留郡山中湖村）で勝沼信友（信虎の弟）・小山田氏の率いる2千余りの武田・小山田勢と交戦した。武田・小山田勢は未刻（午後2時頃）に敗退し、信友や小山田氏家臣の小山田弾正（平三）、都留郡の土豪である小林左京助、「下之検断」らが戦死した。『為和集』では風聞として小山田勢の被害を「討捨」700から800、「討取」360から370と記している。
『勝山記』によれば、同日に北条勢は上吉田（富士吉田市上吉田）、翌日には下吉田（富士吉田市下吉田）に放火したという。
窮地に陥った信虎であったが、ここで武田氏と同盟関係にあった扇谷上杉氏の上杉朝興が北条氏が留守の相模に侵攻する気配を見せたため北条軍は撤兵した。
翌年今川氏輝が死去すると花倉の乱では今川義元に接近、今川と同盟を結ぶことによって武田・今川間には和睦が成立した。